# Starościńskie Skały
Starościńskie Skały je malebné žulové skalní městečko s výraznými žulovými skalními věžemi a bránami v Janovickém rudohoří v Polsku.

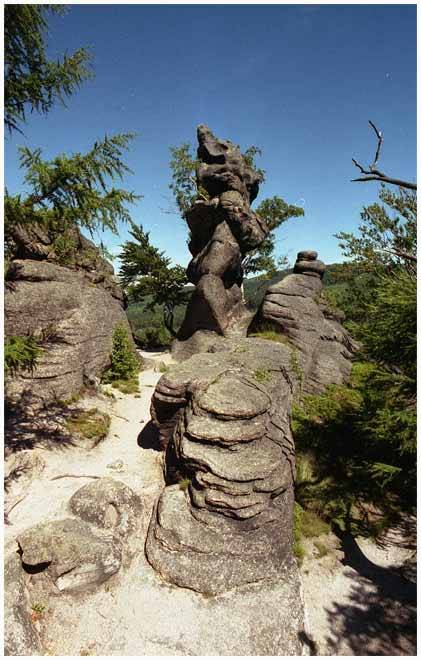
Různé formy zvětrávání

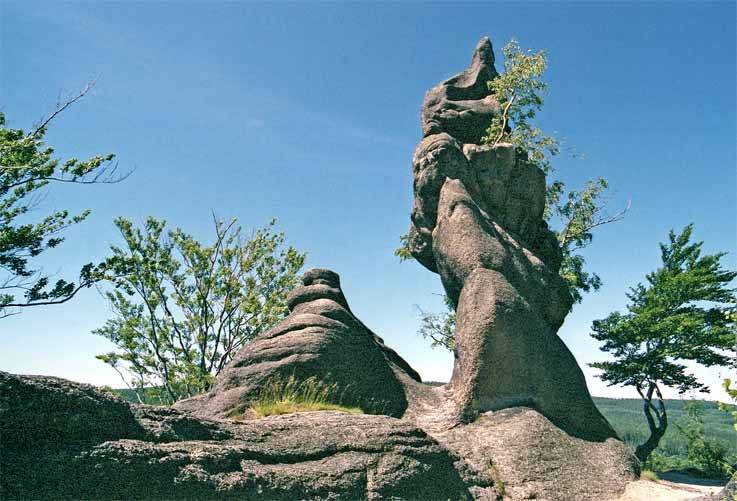
Starościańská skalní jehla (Starościańska Igła)

Menší skalní město se nalézá v Dolnoslezském vojvodství asi 9 km východně od města Jelení Hora a 3 km jižně od obce Janowice Wielkie a 2 km jižně zříceniny piastovského hradu Bolczów. Skalní město se nalézá na vrcholu kopce a tvoří významný vyhlídkový bod. Nejvyšší skála je zpřístupněna zajištěnou vyhlídkou.
V blízkosti skalního města (asi 800 m severně) se nachází další vyhlídková skála Piec spolu se skálou Skalny most. Další významná skalní skupina se nachází asi 1 km severovýchodně – Skalne Bramy.